# تحويل شبكة الأعمال
يعد تحويل شبكة الأعمال (BNT) أحد ظواهر السوق حيث تتجاوز الشركات حدود أعمالها التقليدية لدفع تحقيق النمو المربح. بما أن الاقتصاد العالمي يصبح مترابطًا على نحو متزايد، فتحتاج الأعمال التجارية لتقوية علاقاتها التجارية مثل الميزة التنافسية. ومن خلال تحويل شبكة الأعمال التابعة لها، تستطيع الشركات الدفع نحو تحقيق أعلى نمو من خلال زيادة قيمة عملائها و تسريع ابتكار المنتج في الوقت الذي تحقق فيه وفورات من العمليات الإنتاجية عن طريق التميز التشغيلي وسلسلة الإمداد سريعة الاستجابة.

## العوامل الدافعة نحو تحويل شبكة الأعمال
تعد القوة المتزايدة للعملاء كما هو واضح من زيادة الشبكات الاجتماعية وكذلك إمكانية الوصول إلى الأسواق الجديدة عن طريق العولمة السريعة في العقد الماضي وتسارع وتيرة الاستهلاكية من العوامل التي تشكل ضغطًا على الشركات لإعادة التفكير في سلسلة القيمة التقليدية. وقد ساعد التواصل بين الأفراد والعمليات والمعلومات التي تقع خارج نطاق حدود الشركة والدولة بشكل كبير في تسهيل تكوين شبكات الأعمال وإدارتها.
تعمل الشركات الرائدة على تحويل سلسلة القيمة الصارمة التابعة لها إلى شبكة أعمال ديناميكية للعملاء والشركاء والموردين للتطلع للمستقبل. في شبكة الأعمال تتعاون الشركات تعاونًا وثيقًا لكسب رؤى أعمق من العملاء النهائيين وتستجيب استجابة سريعة لاحتياجات العميل المتغيرة. ستطور الشركات التي تستغل قوة شبكة الأعمال الابتكارات بطريقة أسرع، وتؤسس سلسلة إمداد ذات استجابة وكفاءة وتقدم قيمة متفوقة للعميل النهائي. عن طريق تحويل شبكة الأعمال، تستطيع الشركات تحقيق النمو المربح والمصادر الجديدة للميزة التنافسية على الساحة العالمية.
يساعد تحويل شبكة الأعمال التمييز التنافسي عن طريق الابتكار عبر شبكة الأعمال. عادة، يحدث الابتكار داخل المنظمة، حيث تخضع الأفكار والموارد لرقابة مشددة. وعلى النقيض من ذلك، فإن أعمال العالم اليوم تستغل مميزات الاقتصاد العالمي ومعلومات التكلفة المنخفضة والتكنولوجيا المتطورة للتعاون مع شركائهم التجاريين لتحسين العمليات وتقديم حلول مطورة.

## نوع شبكات الأعمال
توضح الأبحاث التي قام بها جوفري مور (Geoffrey Moore) وفيليب لاي (Philip Lay) ظهور نوعين من شبكات الأعمال على مراحل مختلفة لتقييم السوق أو المنتج.

### شبكات الأعمال التعاونية
في المرحلة الناشئة، تساعد شبكات الأعمال التعاونية الشركات في استكشاف الفرص الطارئة وتطويرها. يعد مثل هذا التحدي أمرًا معقدًا للغاية وغير معروف لحد كبير، وبالتالي فإن التركيز ينصب على التواصل والتفاعل والتكرار والفشل السريع والاسترداد السريع ويتجه كل ذلك إلى تقديم حل كامل للمستهلك النهائي. في هذه الشبكات عادة ما يكون هناك قائد للمجموعة (يسمى المايسترو) الذي لديه رؤى عما هو ممكن وتجمعات الأطراف الأخرى لتحقيق ذلك. لا يدرج الأعضاء الآخرون فقط لخبرتهم المتخصصة، ولكن أيضًا لقدرتهم على التعاون بطريقة جيدة مع الآخرين في العلاقات غير المحددة بوضوح. وينطوي ذلك تباعًا على علاقات الثقة القائمة على روح المغامرة المشتركة لتصميم منتجات وأسواق جديدة، ويعني مبدأ التوحيد أن السوق الجديدة سيستفيد منها الجميع بطريقة معقولة. ومن بين الأمثلة مبادرة تنمية جنو/لينكس (linux) وجهود تصميم الشرائح الإلكترونية التي تدخل في أجهزة الألعاب الجديدة أو الأنظمة الإيكولوجية الداعمة لقاعدة البرمجيات.

### شبكات الأعمال المنسقة
بما أنها عملية أو منتج تنتجه شبكة الأعمال المتطورة، فيلزم عليها الآن توفير النطاق عن طريق التنسيق والتوحيد. يتحتم أن تعمل الشبكة بموجب عقد اجتماعي جديد يساعد في تحقيق قيمة عالية من الكفاءة. عادة ما تستحوذ إحدى المنظمات على هذا النوع من الشبكة بمفردها وتكون بمثابة «متعهد». بما أن هذه الشبكات في طريقها للتطور، فقد أصبحت عملياتها تسير وفقًا للمتعهد، وهو أحد أعضاء الشبكة الذي اكتسب قوة تفاوضية أكثر من الآخرين وهو الموجه لأداء الجميع بما يتناسب مع منفعته الخاصة تناسبًا كبيرًا. في أي قطاع يكون فيه العرض مقيدًا، يكون ذلك مالك المورد أو المصنع. في أي قطاع يكون فيه الطلب محدودًا، فسيكون العملاء أو المستهلكون النهائيون أو قناة المبيعات هم من يتحكمون في الوصول إليهم. في أي من الحالات، تصبح الشبكة بأكملها ذات معاملة تجارية عالية في علاقتها وتعتمد بطريقة متزايدة على تكنولوجيا المعلومات لإدارة عملياتها الأخيرة ومراقبتها.

## طريقة تنفيذ تحويل شبكة الأعمال
C.K. Prahalad وإم إس كريشنان (M.S. Krishnan) في كتابهم الجديد، عصر الابتكار: تنوه قيادة الشبكات العالمية ذات القيمة مشتركة التصميم أن الشركات تحتاج لنموذج تشغيل جديد للاقتصاد العالمي عن الموجود على الشبكات. يجذب هذا المقال الأسبوعي عن الأعمال التجارية  الانتباه إلى وجهات نظرهم بطريقة جيدة. يدور هذا الكتاب حول فكرتين – N=1 و R=G. N=1 وهي الحالات التي تستطيع بها الشركات إنشاء القيمة عن طريق خبرة المستهلك الفريدة والشخصية. بينما ينوه R=G، بأنه نظرًا لعدم امتلاك أي شركة للموارد لتلبية الطلب والتوقعات المختلفة للعديد من المستهلكين، فيلزم تنسيق الموارد مع شركائهم في شبكة الأعمال. بدلًا من امتلاك الأصول، تستطيع الشركات البحث عن علاقات توفر هذه الممتلكات.

## الدور الإستراتيجي لتكنولوجيا المعلومات
يتطلب تحويل شبكة الأعمال تغييرًا يعمل عن طريق أي شركة، والشركات الشريكة لها ومشهد تكنولوجيا المعلومات الكامن الذي يربط بين الاثنين. ليس من الغريب أن تلجأ الأعمال التجارية لتكنولوجيا المعلومات لمعالجة هذه الظاهرة. يتطلب تنظيم شبكات الأعمال المذكورة بنية وإستراتيجية لتكنولوجيا المعلومات الجديدة. وتبدأ بإنشاء برنامج عملية أعمال يتسم بالانفتاح وتوفير الخدمة. يسمح ذلك للشركات بإعادة استخدام القدرات وإنشاء عمليات جديدة بسرعة للتكامل مع الشركاء وتوجيه أداء الأعمال عبر المؤسسة. من ثم توفر الإمكانيات التحليلية تنفيذ أداء الحلقة المغلقة وتوفير الرؤية واتخاذ القرار والتضافر الممكن بواسطة شبكة الأعمال.